# Гордон, Марк
Марк Гордон (англ. Mark Gordon; род. 10 октября 1956) — американский продюсер телевидения и кино.
Лауреат премий «Эмми», BAFTA и Гильдии продюсеров США, а также номинант на «Оскар».
Гордон является продюсером более семидесяти телешоу и фильмов и в настоящее время занимает пост сопредседателя Гильдии продюсеров Америки. Он в первую очередь известен как продюсер длительных сериалов «Анатомия страсти», «Частная практика», «Армейские жёны» и «Мыслить как преступник». Он также был продюсером таких фильмов как «Спасти рядового Райана», «Законы привлекательности», «2012» и многих других.